# Не йди (пісня Океану Ельзи)
Не йди — сингл українського рок-гурту Океан Ельзи, презентований 20 квітня 2016 року одночасно із відеокліпом; входить до альбому Без меж.
Пісня стала саундтреком до фільму «Століття Якова», випущеного у 2016 році.

## Про відеокліп
Святослав Вакарчук, лідер ОЕ, автор пісні «Не йди» про кліп:
|  | Режисером відео до нашої нової пісні став Ігор Стеколенко, який свого часу разом з братом Олександром зняли декілька кліпів ОЕ, що стали для нас культовими. Я довіряю його інтуїції, і коли Ігор, послухавши пісню, запропонував таку філософську, не буквальну історію, відразу погодився. До речі, поява в кадрі групи в авто подібного до того, яке можна побачити у відео «911», було моєю ідею. Оскільки саме Ігор зняв той кліп, я запропонував цього разу з'явитися нам у подібній машині. Це вже додало особливий, метафізичний зміст сюжету. |

Ігор Стеколенко, режисер:
|  | Прослухавши пісню, мені стало очевидним, що історія, розказана в ній, має бути більш глибоко представлена на екрані, ніж просто картинки-ілюстрації з життя двох людей. Я шукав метафори які б розкрили психологічну формулу стосунків героїв. Як правило, основою музичних кліпів є естетичні візуальні образи. В цьому ж випадку нам з командою було цікавіше шукати інші, більш складні символи. Сподіваюсь, у нас вийшло відео, яке кожен глядач, в контексті пісні, буде інтерпретувати собі сам. |

Основні зйомки проходили в Грузії, а от кадри за участі музикантів ОЕ знімали в Україні, під Києвом.

## Учасники запису

### Над піснею працювали
- Автор музики та слів — Святослав Вакарчук
- Продюсери — Святослав Вакарчук, Віталій Телезин, Владімір Опсеніца
- Барабани — Денис Глінін
- Бас-гітара — Денис Дудко
- Клавіші, аранжування струнних — Мілош Єліч
- Гітара — Владімір Опсеніца
- Синтезатор, програмування — Віталій Телезин
- У записі брали участь Національний камерний ансамбль «Київські солісти», диригент Мілош Єліч
- Запис, зведення — Віталій Телезин (на студіях 211 та БЗЗ)
- Мастеринг — Gateway Mastering Studios, інженер мастерингу Bob Ludwig (США)

### Над відео працювали
- Режисер — Ігор Стеколенко
- Оператор — Володимир Шкляревський
- 1AD (другий режисер) — Марія Москаленко
- Другий оператор/фокуспуллер — Євген Бублєй
- Гафер — Валерій Бутков
- Художник-постановник — Альона Гаджилова
- Художник-костюмер — Соня Солтес
- Кастинг-директор — Каріна Мельниченко («PAPAcasting»)
- Актори — Рудольф Краєвський, Альона Османова
- Режисер монтажу — Дмитро Кочнєв
- Кольорокорекція — Марина Ткаченко
- Мастеринг — Вікторія Дворнікова
- Пост-продакшн супервайзер відео — Сергій Солодкий
- Пост-продакшн відео — «TiltVFX»
- Пост-продакшн звуку — «Baker Street»
- Продакшн-менеджер — Іраклій Курдіані («FX Film Georgia»)
- Лінійні продюсери — Ірина Шмотолоха («FX Film Georgia»), Дмитро Малічев
- Продюсер — Марія Москаленко («FX Film Georgia»)
- Виконавчий продюсер — Віталій Климов
- Продакшн-компанія — «Укрфільмтрест»